# Amosis-Henuttamehu
Amosis-Henuttamehu (c. 1574 aC) va ser una princesa i reina de les dinasties XVII i XVIII d'Egipte.
Amosis-Henuttamehu era filla del faraó Seqenenre Tao i de la seva germana-dona Amosis-Inhapi. Probablement estava casada amb el seu mig germà, el faraó Amosis I, ja que els seus títols inclouen Esposa del Rei (hmt-nisw), Esposa del Gran Rei (hmt-niswt-wrt), Filla del Rei (s3t-niswt) i Germana del Rei (snt-niswt). Amosis-Henuttamehu era mitja germana de la Gran Esposa Reial i Esposa del Déu Amon Amosis-Nefertari.
No se sap gaire sobre la vida d'Amosis-Henuttamehu. La seva mòmia va ser descoberta el 1881 a la tomba TT320 i ara es troba al Museu d'Antiguitats Egípcies del Caire. Va ser examinada per Gaston Maspero el desembre de 1882. Henuttamehu era una dona gran quan va morir, tenia amb les dents gastades. Les venes que la cobrien duien escrits passatges del Llibre dels Morts. Probablement va ser enterrada juntament amb la seva mare, tot i que la seva mòmia va ser traslladada a l'amagatall TT320 juntament amb altres mòmies després de l'any 11 del faraó Sheshonq I.
Amosis-Henuttamehu s'inclou en la llista dels avantpassats reials venerats a la XIX dinastia. Apareix a la tomba de Khabekhnet a Tebes; a la fila superior hi ha el príncep Amosis-Sapair a l'esquerra i Amosis-Henuttamehu apareix com la quarta dona de l'esquerra, després de l'Esposa de Déu i la Dama de les Dues Terres d'Amosis i l'Esposa del Rei Tures.